# Tomasz Stańko

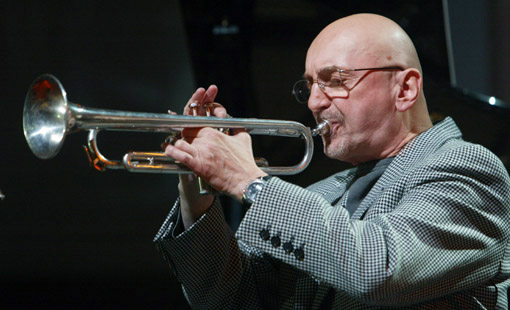
Tomasz Stańko

Tomasz Ludwik Stańko (* 11. Juli 1942 in Rzeszów; † 29. Juli 2018 in Warschau) war ein polnischer Jazzmusiker. Stańko gehörte zu den herausragenden Jazzmusikern in Europa. Auf der Trompete hat er in allen Registern einen völlig eigenständigen Sound entwickelt, den Hans Kumpf als „rau und herzlich“ charakterisierte. Wegen seines dunklen, hintergründigen Tones wurde er auch als „Edgar Allan Poe der Trompete“ bezeichnet. Er gehört zur ersten Generation europäischer Musiker, die als Antwort auf den amerikanischen Free Jazz neuartige Möglichkeiten eines eigenen musikalischen Ausdrucks gesucht und gefunden haben.

## Leben und Wirken
Stańko, der in einem musikalischen Elternhaus aufwuchs und als Kind eines Geigers früh Klavier- und Violinenunterricht erhielt, studierte bis zum 1969 absolvierten Diplom Musik an der Musikakademie in Krakau. Dann gründete er 1962 mit Pianist Adam Makowicz das Quartett Jazz Darings, das sich stilistisch am Free Jazz von Ornette Coleman orientierte; die Band gewann im selben Jahr einen Amateurjazzwettbewerb, bei dem der Trompeter als bester Musiker ausgezeichnet wurde. 1963 wurde er auf dem Jazz Jamboree von Krzysztof Komeda eingeladen, in dessen Band zu spielen, der er mehrere Jahre angehörte und mit der er auch in Skandinavien auftrat. Das Tomasz-Stańko-Quartett zählte von 1967 bis 1973 (u. a. mit Zbigniew Seifert und Bronisław Suchanek) zu den besten Modern-Jazz-Formationen Europas. 1973 spielte er gemeinsam mit den Schlagzeugern Stu Martin und Janusz Stefański die Platte Fish Face ein, auf der er (zeitgleich zu Tony Oxley und Paul Lytton) als einer der ersten freieren Jazzmusiker mit elektronischen Klängen experimentierte. Bis Anfang der 1980er Jahre schloss sich Stańko keiner Formation mehr dauerhaft an, sondern trat mit unterschiedlichen Musikern (u. a. Dave Holland, Tomasz Szukalski, Edward Vesala, Cecil Taylor, Heinz Sauer) zusammen auf. In Indien entstand 1980 das Soloalbum Music from Taj Mahal and Karla Caves. Dann arbeitete er mit dem Trio von Sławomir Kulpowicz. Mit C.O.C.X. und mit seiner Freelectronic (zu der Tadeusz Sudnik, Janusz Skowron und Vitold Rek gehörten) spielte er Fusionmusik und trat auch auf dem Jazz Festival Montreux auf. Sein Komeda-Tribut Litania erhielt 2000 den Deutschen Schallplattenpreis. Im ersten Jahrzehnt des neuen Jahrtausends spielte er zunächst mit den Musikern des Simple Acoustic Trio (Marcin Wasilewski – Piano, Sławomir Kurkiewicz – Kontrabass, Michał Miśkiewicz – Schlagzeug) zusammen. 2013 erschien das Doppel-Album Wisława von Stańkos New York Quartet, das ein Tribut an die verstorbene polnische Dichterin und Nobelpreisträgerin Wisława Szymborska war.

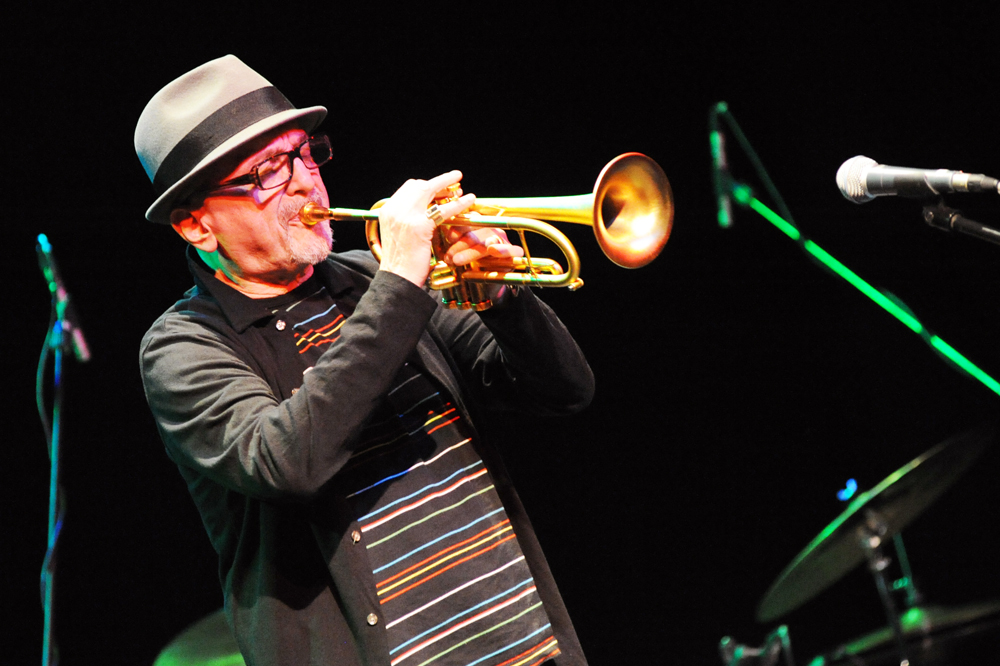
Tomasz Stańko (2011)

Stańko nahm ungefähr 40 Alben auf. In den 1990er Jahren begann eine intensivere Zusammenarbeit mit dem Münchner Label ECM. Außerdem schrieb er zahlreiche Filmmusiken, wofür er mehrmals für den Polnischen Filmpreis nominiert wurde. 2005 komponierte er die Musik zur Eröffnung des Museums zum Warschauer Aufstand 1944 und veröffentlichte die Musik auf der CD Freedom in August.
Joachim-Ernst Berendt nannte ihn den „weißen Ornette Coleman“, was Stańko aber zurückwies.
Für die preisgekrönte US-amerikanische TV-Serie Homeland wählte man Tomasz Stańkos Stück Terminal 7 aus dem Stańko-Album Dark Eyes von 2009 als Teil der Hintergrundmusik.
Stańko erlag am 29. Juli 2018 seinem Krebsleiden, nachdem er im März desselben Jahres sein letztes Konzert geben konnte.

## Veröffentlichungen (Auswahl)
- 1961: Jazz Jamboree ’61
- 1965: Astigmatic (Krzysztof Komeda Quintet)
- 1970: Music for K (Polskie Nagrania Muza/Power Bros, mit Zbigniew Seifert, Janusz Muniak, Bronisław Suchanek, Janusz Stefański)
- 1973: Purple Sun (mit Seifert, Muniak, Hartmann, Stefański)
- 1975: Balladyna
- 1984: Lady Go
- 1987: Live at Montreux Jazz Festival
- 1989: Tomasz Stanko: Polish Jazz
- 1989: Chameleon
- 1993: Goodbye Maria
- 1993: Bosonossa and Other Ballads
- 1999: From the Green Hill
- 1997: Litania (PL: Gold)[7]
- 2002: Soul of Things (PL: Gold)
- 2002: Suspended Night (PL: Gold)
- 2005: Wolność W Sierpniu (Freedom in August)[8]
- 2006: Lontano (PL: Gold)
- 2008: 1970 – 1975 – 1984 – 1986 – 1988 (PL: Gold)
- 2009: Dark Eyes[9] (PL: ×2Doppelplatin )
- 2013: Wisława[10] (PL: Gold)
- 2017: December Avenue[11]
- 2022: Wooden Music I (mit Seifert, Muniak, Suchanek, Stefański, rec. 1972)[12]
- 2024: September Night (mit Wasilewski, Kurkiewicz, Miskiewicz, rec. 2004)[13]